# Posterenk
Posterenk is een buurtschap in de gemeente Voorst (Nederlandse provincie Gelderland). Zij ligt 3 kilometer ten zuiden van Twello en op een steenworp afstand ten noorden van de recreatieplas Bussloo.
In Posterenk staat een van de oudste stellingmolens van Oost-Nederland, de Wilpermolen.
Van circa 1385 tot 1510 stond in Posterenk het kasteel Wilperhorst.

## Zie ook

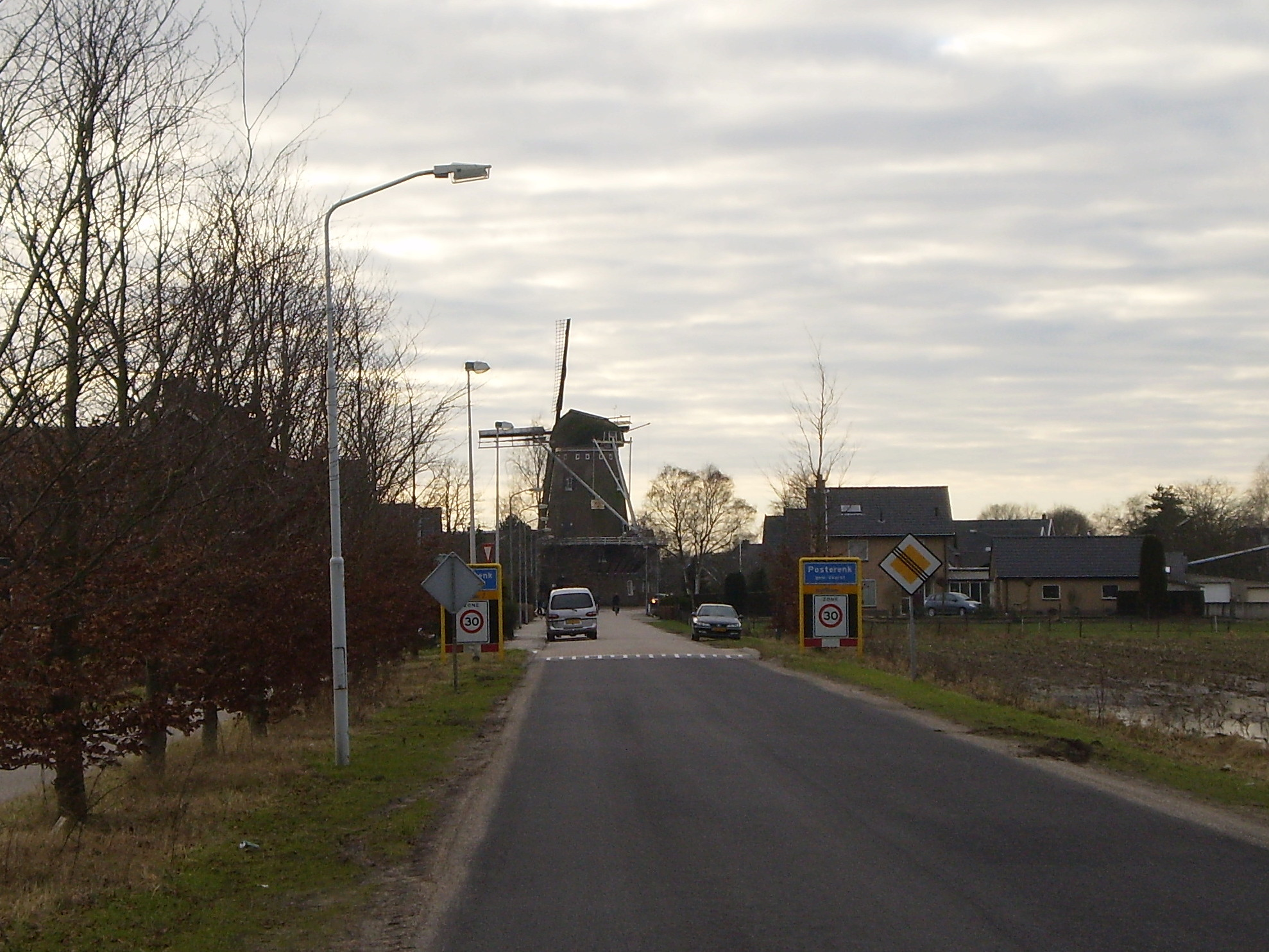
Zicht op Posterenk

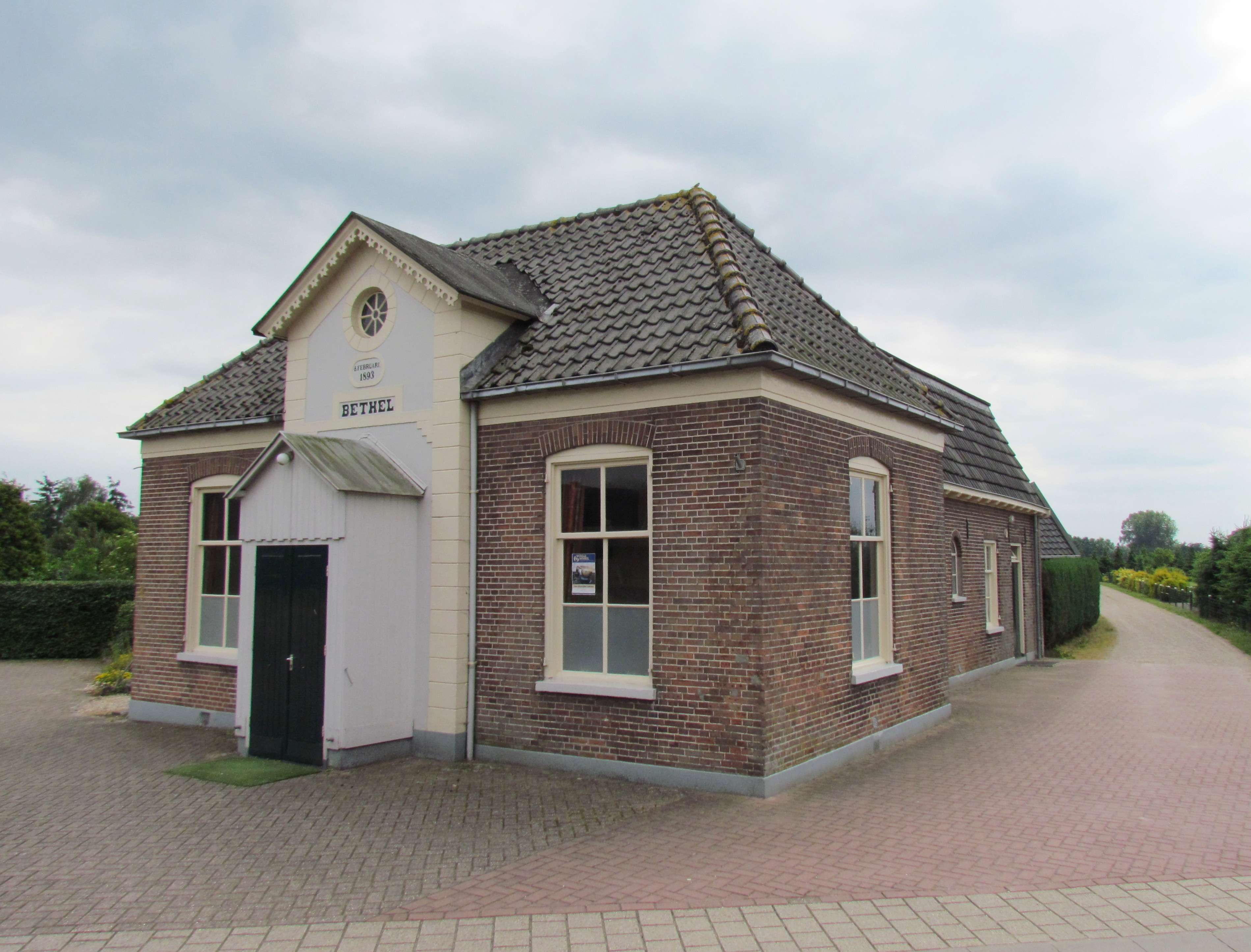
Bethel Posterenk